# Uniwersytet Illinois w Urbanie i Champaign

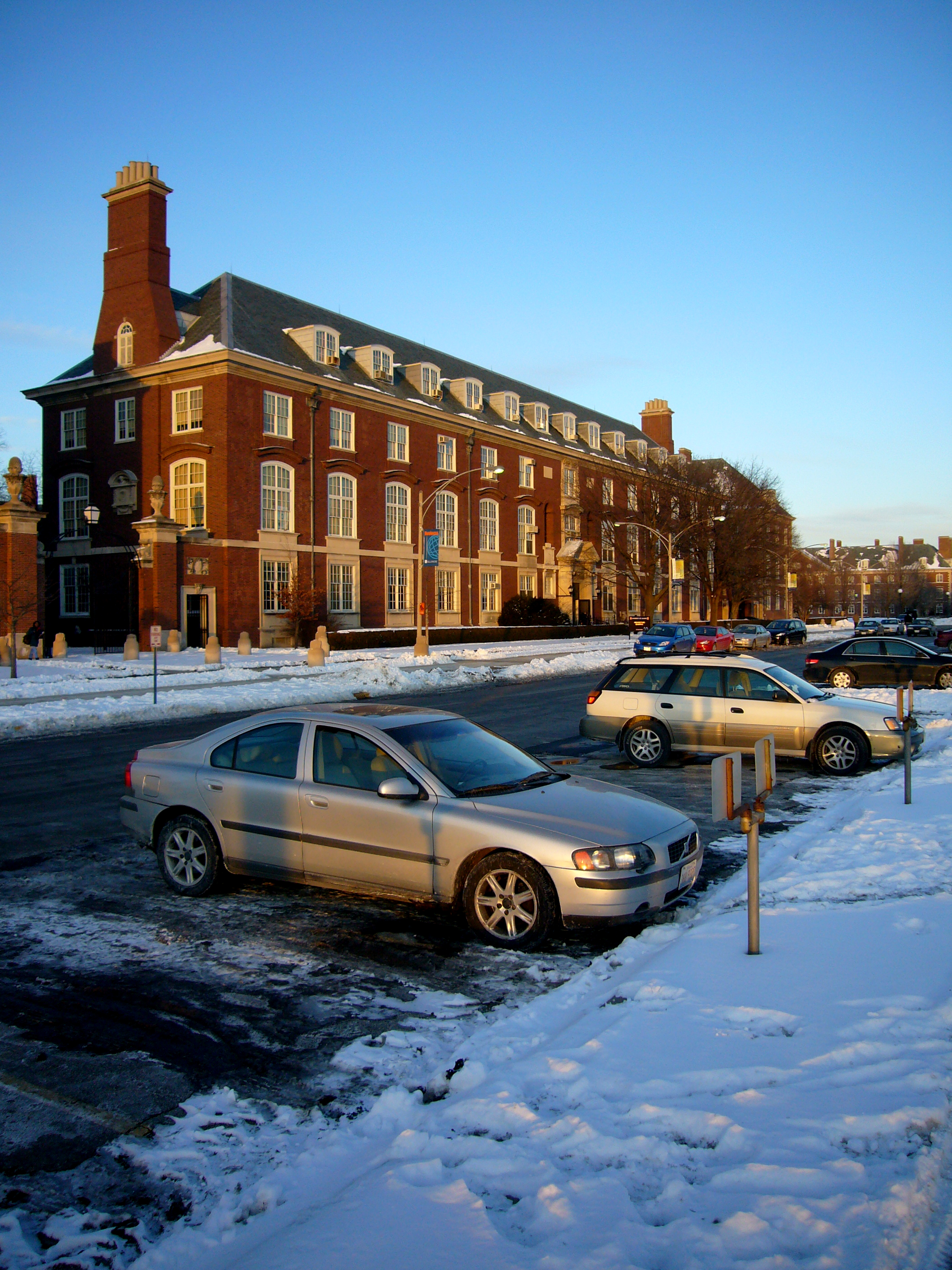
Jeden z uczelnianych budynków

Uniwersytet Illinois w Urbanie i Champaign, UIUC (ang. University of Illinois at Urbana-Champaign) – najlepsza i najbardziej wszechstronna część Uniwersytetu Illinois.
Uczelnia jest znana z kierunków rolniczych, informatycznych, inżynierii lądowej. Składa się z 18 college'ów i instytutów oferujących ponad 150 programów badawczych. Miasteczko uniwersyteckie liczy 272 główne budynki i położone jest na 1458 akrach (5,90 km²) ziemi w dwóch sąsiadujących miastach: Urbanie i Champaign. Roczny budżet instytucji wynosi ponad miliard dolarów. Uniwersytet Illinois w Urbanie i Champaign został uznany za jeden z 10 najlepszych amerykańskich uniwersytetów publicznych oraz znalazł się na liście najlepszych uniwersytetów Public Ivy (nazwa nawiązuje do Ligi Bluszczowej).
W lecie 2007 naukę na uczelni rozpoczęło 42 728 studentów z 50 stanów i 100 narodowości. Do 1998 UIUC był jednym z 10 największych uniwersytetów w Stanach Zjednoczonych pod względem rejestracji studentów.

## Historia

### Lata 1867–1880
Act Morrill z 1862 przyznawał każdemu stanowi część ziemi z przeznaczeniem na wybudowanie uniwersytetów państwowych, w których miano pobierać naukę głównie w dziedzinach rolnictwa, mechaniki i sztuki wojskowej oraz w pomniejszym stopniu innych dziedzin nauki, lecz bez przedmiotów klasycznych. Te uwarunkowania powodowały powstanie kontrowersji i spięć pomiędzy włodarzami miasta a pierwszym rektorem uniwersytetu Johnem Miltonem Gregorym. Powodem niezgody było prowadzenie wykładów z filozofii.

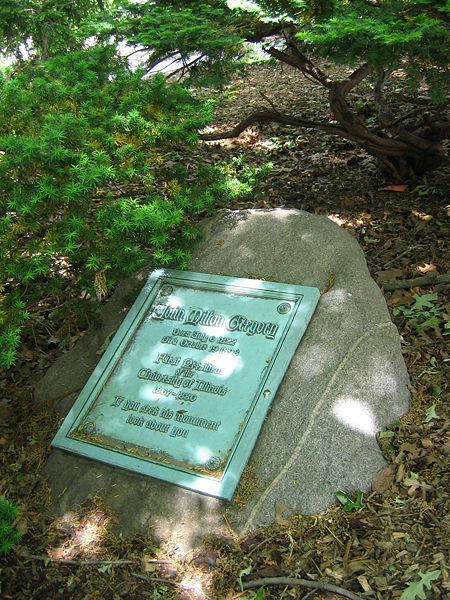
Nagrobek pierwszego rektora uczelni, Johna Miltona Gregory'ego

Po burzliwych debatach w 1867 na siedzibę uniwersytetu wybrano miasto Urbanę. Pierwotnie uniwersytet nosił nazwę Przemysłowy Uniwersytet Illinois. Pierwsze zajęcia rozpoczęły się 2 marca 1868. Przez pierwsze lata trwały dość burzliwe debaty nad programem nauczania.
John Milton Gregory pragnął by uniwersytet oferował liberalny program nauczania a przedstawiciele lokalnych władz pragnęli profilu przemysłowego. Starcia i nieporozumienia spowodowały w 1880 ustąpienie ze stanowiska Johna Gregory'ego. W 1885 uniwersytet oficjalnie zmienił nazwę na Uniwersytet Illinois i przyjął liberalny program nauki z zakresu mechaniki i rolnictwa.
Grób pierwszego rektora nadal znajduje się na terenie miasteczka uniwersyteckiego między Halą Altgeld a budynkiem administracyjnym Henry'ego. Na jego grobie znajduje się sentencja: Jeśli szukasz jego pomnika, on patrzy na ciebie.

## Kolegia i szkoły
- College of Agriculture, Consumer and Environmental Sciences
- College of Applied Health Sciences
- Institute of Aviation
- College of Business
- College of Communications
- College of Education
- College of Engineering
- College of Fine and Applied Arts
- Graduate College
- Institute of Labor and Industrial Relations
- College of Law
- College of Liberal Arts and Sciences
- Graduate School of Library and Information Science
- College of Medicine at Urbana-Champaign
- School of Social Work
- College of Veterinary Medicine
- College of Media (do 2008 College of Communications)

## Miasteczko uniwersyteckie

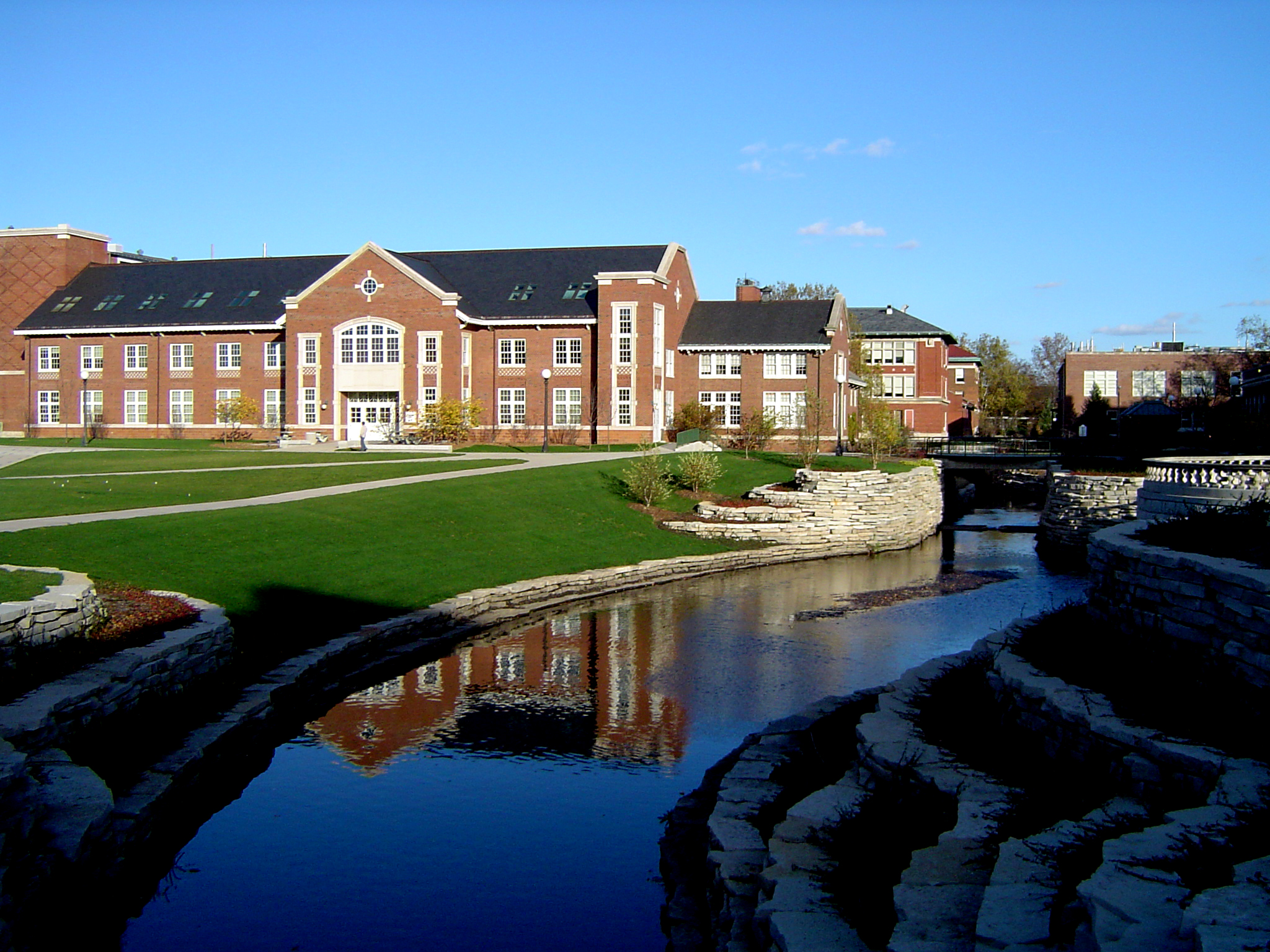
Budynki w miasteczku uniwersyteckim

Miasteczko uniwersyteckie znajduje się mniej więcej w połowie odległości między miastami Urbaną i Champaign. College UIUC College of Agriculture, Consumer, and Environmental Sciences rozciąga się na południe od Urbany i Champaign do Savoy. Uniwersytet utrzymuje ogrody i centrum konferencyjne w Monticello obok Parku Allerton
Uniwersytet jest jednym z niewielu placówek edukacyjnych posiadających własny port lotniczy. Nazwa portu Willard pochodzi od byłego rektora uczelni Arthura Joffreya Willarda. Lotnisko znajduje się w Savoy. Został otwarty w 1954. Port lotniczy jest bazą kilku projektów badawczych Instytutu Lotnictwa Uniwersytetu Illinois.
Miasteczko uniwersyteckie jest zbudowane na planie czworokąta tak jak wiele innych tego typu miasteczek w całych Stanach Zjednoczonych. Cztery główne dziedzińce są wkomponowane w centrum miasteczka i położone są w linii północ – południe. Dziedzińce Beckman i Bardeen zajmują centralna część miasteczka instytutu inżynierii. Przez plac Beckman przepływa strumień Boneyard. Wokół znajdują się budynki badawcze i laboratoria. Za dziedzińcem Bardeen znajdują się dwa pozostałe; Main i South.
Dużą część miasteczka tworzy UIUC College of Liberal Arts and Sciences, gdy pozostała część należy do UIUC College of Agriculture, Consumer, and Environmental Sciences.

## Prace badawcze
Uniwersytet Illinois jest jednym z głównych ośrodków badań inżynieryjnych i fizyki. W 1952 wybudował pierwszy superkomputer ILLIAC (Illinois Automatic Computer). Jest również centrum ośrodka National Center for Supercomputing Applications (NCSA), który stworzył jedną z pierwszych przeglądarek Mosaic, pierwszy system informacyjny World Wide Web, serwer http Apache i NCSA Telnet. Na uniwersytecie znajduje się trzecia co do wielkości w kraju, biblioteka naukowa i największa biblioteka z zakresu nauk technicznych (Grainger Engineering Library). W murach uniwersytetu znajduje się siedziba Amerykańskiego Departamentu Energetyki (United States Department of Energy) oraz Centrum Symulacyjnego Rakiet Dalekiego Zasięgu. W 2006 został otwarty Instytut Biologii Genetycznej. Uniwersytet jest również centrum badań rolniczych i ogrodniczych.
24 lutego 2007 Bill Gates w czasie wizyty na uczelni powiedział, iż Microsoft zatrudnia więcej absolwentów Uniwersytetu Illinois niż jakiegokolwiek innego uniwersytetu.

## Życie studenckie

### Kwaterunek
Uniwersytet wymaga od wszystkich studentów pierwszego roku zakwaterowania w którymkolwiek akademiku uniwersyteckim lub w prywatnych zatwierdzonych przez uczelnie domach studenckich. Wszystkie domy zarządzane są jednym systemem kwaterunku. W obu miastach, Urbanie i Champaign, znajdują się dwadzieścia dwa akademiki. Wszyscy studenci zobowiązani są do zapisania się na jedną z tur posiłkowych, choć mogą stołować się w dowolnym miejscu. Uniwersytet posiada również dwa akademiki dla absolwentów, gdzie można zamieszkać po ukończeniu 20 lat. Studenci niepełnosprawni są kwaterowani w specjalnie dla nich przygotowanym domu studenta.
Wokół miasteczka akademickiego ulokowanych jest kilka prywatnych akademików oraz domy stowarzyszeń studenckich. Kwatery te są droższe, lecz współpracują z władzami uczelni. Studenci mogą wynajmować te kwatery po ukończeniu pierwszego lub drugiego roku a Uniwersytecki Związek Najemców udziela wszelkiej pomocy przy podpisywaniu umów dzierżawczych i w wybieraniu domów stowarzyszeń.

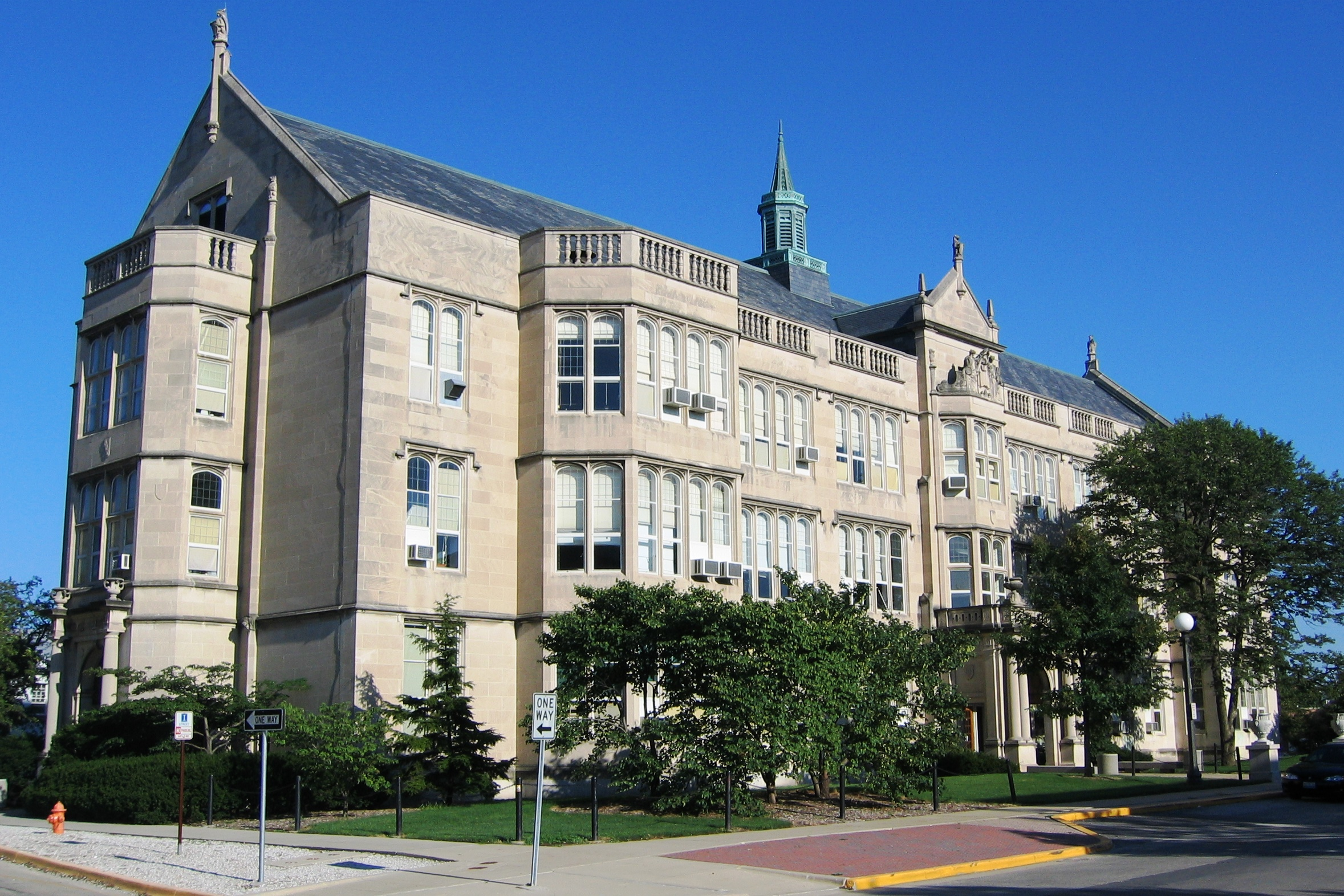
Budynek kampusu

### Życie w stowarzyszeniach
Uniwersytet Illinois ma największy system stowarzyszeń studenckich na świecie. Obecnie w miasteczku działa sześćdziesiąt bractw męskich i trzydzieści sześć bractw żeńskich, skupiających odpowiednio 3100 i 2900 studentów.

### Sport
Uniwersytet należy do NCAA Division I, a dokładniej do Big Ten Conference. Uczelniany klub sportowy nosi nazwę Illinois Fighting Illini i posiada 21 drużyn w różnych dyscyplinach. Jego stadion, noszący nazwę Memorial Stadium, może pomieścić ponad 63 tysiące widzów. W hali sportowej Assembly Hall na trybuny może wejść prawie 17 tysięcy osób. Barwy klubu to pomarańczowa i niebieska.

## Biblioteka
Biblioteka uniwersytetu jest jedną z największych publicznych uniwersyteckich bibliotek na świecie i w czterdziestu oddziałach posiada ponad 10 milionów woluminów. Od 2006 jest to również największa uniwersytecka biblioteka w Stanach Zjednoczonych, z ponad siedmioma milionami woluminów dostępnych online.

## Absolwenci i wykładowcy Uniwersytetu Illinois w Urbanie i Champaign
Do 2005 w szeregach absolwentów uniwersytetu znalazło się 19 laureatów Nagrody Nobla i 16 zwycięzców Nagrody Pulitzera. Absolwenci uniwersytetu utworzyli przedsiębiorstwa i produkty: Mosaic, Netscape Communications, Advanced Micro Devices, PayPal, Playboy, National Football League, Siebel Systems, Mortal Kombat, YouTube, Oracle Corporation, Lotus, Yelp, Black Entertainment Television oraz tranzystor, układ scalony, diodę elektroluminescencyjną, obrazowanie metodą rezonansu magnetycznego i wyświetlacz plazmowy
Na uniwersytecie wykładali Florian Znaniecki i Krzysztof Obłój.

## Uniwersytet Illinois w Polsce
Program Warsaw-Illinois Executive MBA powstał we współpracy Uniwersytetu Illinois w Urbanie i Champaign oraz Uniwersytetu Warszawskiego. W 1991, po wielu wzajemnych uzgodnieniach, została podpisana umowa między Uniwersytetem Warszawskim a Uniwersytetem Illinois, na podstawie którego uruchomiono wspólny program Executive EMBA, jeden z pierwszych w Polsce, z siedzibą w Warszawie. Powstanie programu było możliwe dzięki wsparciu ze strony Fundacji Forda i Mellona oraz USAID.